# Cordillera Litoral
| ■ Pyreneeën ■ Prepyreneeën ■ Centrale depressie van Catalonië ■ Pequeñas uitlopers in de centrale depressie | ■ Cordillera Transversal ■ Serralada Prelitoral ■ Cordillera Litoral ■ Depressies langs de kust, Catalaanse kustdepressie en kustvlakten |

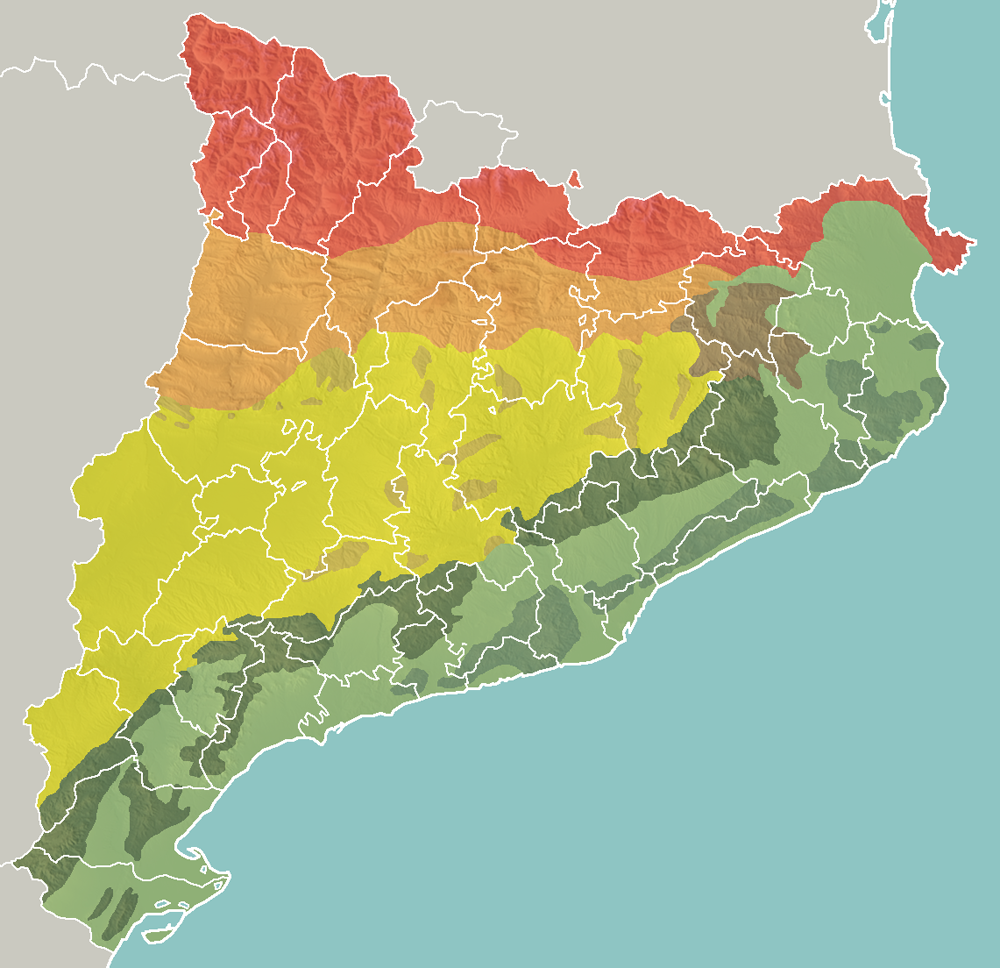
Geomorfologie van Catalonië

Het Cordillera Litoral of Cordillera Litoral Catalana en in het Catalaans Serralada Litoral, is een gebergte in Catalonië, dus in het noordoosten Spanje, en maakt deel uit van het Catalaanse Kustgebergte. Het gebergte ligt evenwijdig aan de kust van de Middellandse Zee tussen de rivier de Foix en de Baai van Roses. Er liggen van noord naar zuid de volgende bergen:
- Massís del Montgrí
- Montañas de Begur
- Macizo de les Gavarres
- Macizo de les Cadiretes
- Sierra del Montnegre
- Macizo del Corredor
- Sierra de Sant Mateu
- Sierra de la Marina
- Serra de Collserola
- Montjuïc
- Macizo del Garraf
- Macizo del Montsià

Er ontspringen in de Cordillera Litoral rivieren en beken, waarvan het waterniveau erg kan variëren, vooral als het hard regent. Het hoogste punt van Cordillera Litoral ligt in de Sierra del Montnegre en is de heuvel Gros, 773 meter. Er liggen verschillende beschermde natuurgebieden zoals het Parque Natural del Montnegre y el Corredor, het Parque de Collserola en het Parque Natural del Garraf.

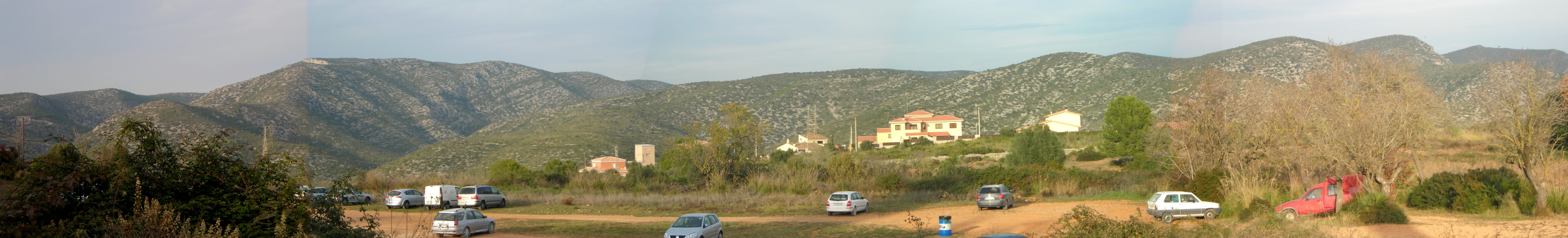
Rotsachtig massief van Garraf, dat deel uitmaakt van het Parc Natural del Garraf